# USL 리그 2
USL 리그 2는 미국 축구 4부 리그이다. 참가팀들은 대부분 미국과 캐나다 팀이며, 상위 리그인 USL 리그 1과의 승강제는 없다. 2010년에는 포틀랜드 팀버스 U23's가 전 경기 무패로 우승을 달성하기도 하였다. 과거 프리미어 디벨럽먼트 리그라는 명칭으로 불렸었다.

## 2011년의 팀들

### 센트럴 콘퍼런스
과거에는 미드웨스트 디비전도 있었으나 사라졌다.
참가 자격은 미국의 경우, 몬태나주 동부, 와이오밍주 동부, 콜로라도주 동부, 노스다코타주, 사우스다코타주, 네브래스카주, 캔자스주, 미네소타주, 아이오와주, 미주리주, 인디애나주, 위스콘신주, 오하이오주, 일리노이주, 미시간주, 켄터키주의 팀에게 주어진다.

#### 그레이트 레이크 디비전
- 인디애나 인배더즈
- 시카고 파이어 프리미어
- 신시내티 킹즈
- 애크런 메트로
- 포리스트 시티 런던
- 토론토 링크스
- 해밀턴 레이지
- 미시간 벅스
- 리버시티 로버스

#### 하트랜드 디비전
- 리얼 콜로라도 폭시즈
- 디모인 메나스
- WSA 위니펙
- 캔자스 시티 브래스
- 세인트루이스 라이언즈
- 스프링필드 데미즈
- 선더베이 칠

### 이스턴 콘퍼런스
과거에는 뉴잉글랜드 디비전도 있었다.
참가 자격은 미국의 경우 노스캐롤라이나주, 버지니아주, 웨스트버지니아주, 워싱턴 DC, 메릴랜드주, 델라웨어주, 펜실베이니아주, 뉴저지주, 뉴욕주, 코네티컷주, 로드아일랜드주, 매사추세츠주, 버몬트주, 뉴햄프셔주, 메인주의 팀에게 주어진다.

#### 미드 애틀랜틱 디비전
- 레딩 유나이티드 AC
- 롱아일랜드 러프 라이더스
- 웨스트체스터 플레임스
- 브루클린 나이츠
- 버뮤다 호그스
- 오션 시티 노리스터즈
- 센트럴 저지 스파르탄즈
- 뉴어크 아이언바운드 익스프레스
- 뉴저지 레인저스

#### 사우스 애틀랜틱 디비전
- 버지니아 비치 피래너스
- 리얼 메릴랜드 모너치스
- 노던 버지니아 로열스
- 프레더릭스버그 홋스퍼
- 캐롤라이나 다이너모
- 웨스트버지니아 케이아스

#### 노스이스트 디비전
- 오타와 퓨어리
- 뉴햄프셔 팬텀즈
- 버몬트 볼티지
- 포틀랜드 피닉스
- 웨스턴 매스 파이오니어스

### 서던 콘퍼런스
참가 자격은 미국의 경우 텍사스주, 오클라호마주, 루이지애나주, 아칸소주, 미시시피주, 앨라배마주, 테네시주, 조지아주, 사우스캐롤라이나주, 플로리다주의 팀에게 주어진다.

#### 미드 사우스 디비전
- 라레도 히트
- 치바스 엘 패소 패트리어츠
- 웨스트 텍사스 유나이티드 소커즈
- 배턴루지 캐피털즈
- 뉴올리언스 제스터즈
- 리오 그란데 밸리 그란데스

#### 사우스이스트 디비전
- 내슈빌 메트로스
- 브라덴튼 아카데믹스
- 센트럴 플로리다 크레이즈
- 미시시피 브릴라
- 잭스 디스트로이어스
- 포트 로더데일 슐즈 아카데미

### 웨스턴 콘퍼런스
참가 자격은 미국의 경우 하와이주, 알래스카주, 뉴멕시코주, 네바다주, 애리조나주, 캘리포니아주, 하와이주, 몬태나주 서부, 와이오밍주 서부, 콜로라도주 서부, 워싱턴주, 아이다호주, 오리건주의 팀에게 주어진다.

#### 노스웨스트 디비전
- 애버츠퍼드 매리너스
- 밴쿠버 화이트캡스 레지던시
- 빅토리아 하이랜더스
- 워싱턴 크로스파이어
- 터코마 타이드
- 노스사운드 시울브스
- 킷샙 퓨마스
- 포틀랜드 팀버스 U23's

#### 사우스웨스트 디비전
- 로스앤젤레스 블루스 23
- 벤추라 카운티 퓨전
- 로스앤젤레스 아줄 레전즈
- 프레스노 푸에고
- 오렌지 카운티 블루 스타
- 서던 캘리포니아 시호시즈
- 브리검 영 유니버시티 코우거즈
- 오그던 아웃로즈

### 과거 참가
- 델라웨어 다이너스티
- 수폴스 스핏파이어
- 로체스터 선더
- 야키마 레즈
- 스포캔 스파이더즈
- 클리블랜드 인터내셔널즈
- 데이튼 더치 라이언즈
- 캘러머주 아웃레이지
- 올버니 BWP 하이랜더스
- 랭커스터 래틀러즈
- 애틀랜타 블랙호크스
- DFW 토네이도스
- 휴스턴 레온즈
- 리오 그란데 밸리 브라보스